# Fotocollage

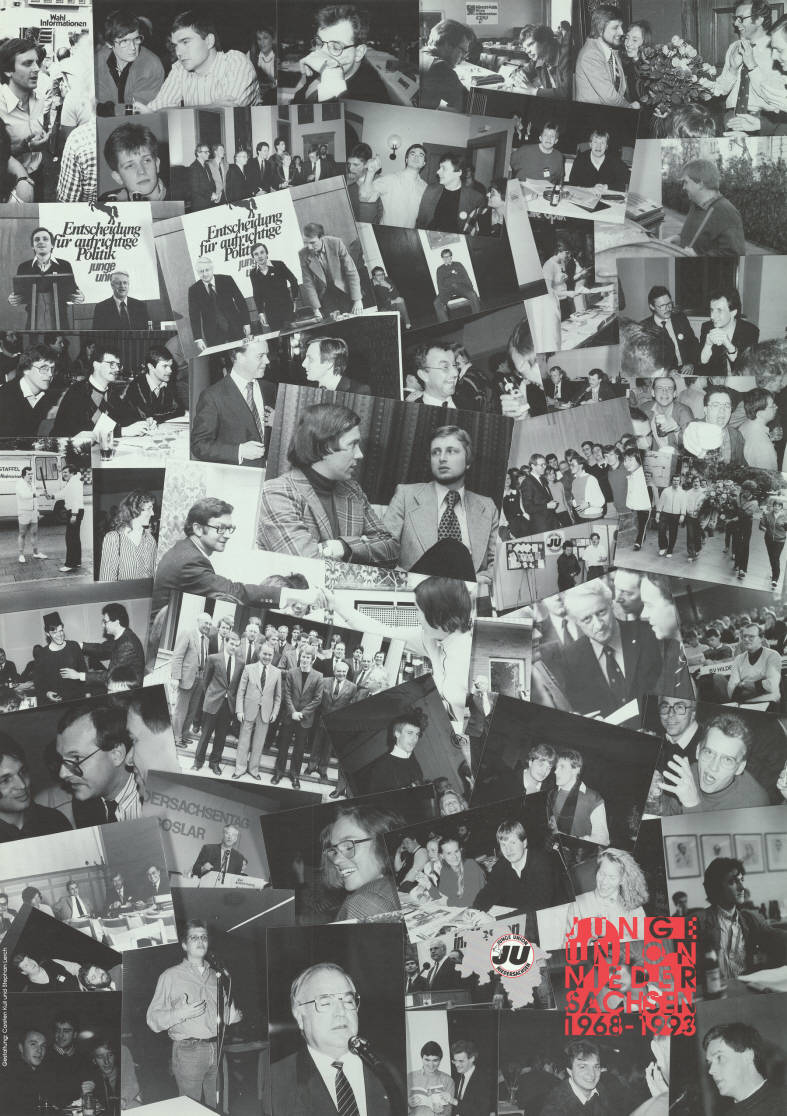
Fotomontage mit Bildern eines Bezugsrahmens (25 Jahre JU Niedersachsen)

Die Fotocollage ist eine spezielle Form der klassischen Collage, die aus Fotografien oder Teilen von Fotografien besteht. Dabei stehen die Einzelbilder im Gegensatz zur Fotomontage in einem anders gefasste Bezugsrahmen, wie zeitlich oder perspektivisch.

## Konzepte zur Erstellung
Für Fotocollagen gibt es mehrere Konzepte:
- Freie Anordnung der Bilder
- Feste Anordnung der Bilder in einem Raster
- Eine aus Detailaufnahmen zusammengesetzte Gesamtansicht

Das analoge Herstellen einer Fotocollage erfolgt dadurch, dass ein Träger, zum Beispiel ein Posterrahmen, mit einer Anzahl Analogabzüge beklebt wird.
Ein bekannter Künstler, dessen Werk viele Fotocollagen aufweist, ist David Hockney.
Wenn das Ausgangsmaterial aus Digitalbildern besteht, hat man durch den Einsatz von Bildbearbeitungsprogrammen weiter reichende Gestaltungsmöglichkeiten. Die Erstellung von Collagen ist mit allen Bildbearbeitungsprogrammen möglich.
Auch im Internet gibt es inzwischen eine Reihe kostenloser, browserbasierter Online-Tools, die das Erstellen von Fotocollagen ohne Software-Download ermöglichen. Insbesondere Nutzer von Social Media und Blogger verwenden online erstellte Fotocollagen für ihre Beiträge und Posts (siehe auch Posting). Die online Veröffentlichung von Fotocollagen ist eine spezielle Form des Foto-Sharing.

## Grenzen der Manipulation
Fotocollagen unterscheiden sich von Fotomontagen, Fotomanipulation oder Digital tampering durch die Tatsache, dass man die Manipulationen deutlich erkennt. Die Übergänge sind dabei fließend, eine eindeutige Grenze kann nicht definiert werden. Bei Fotocollagen ist die Bildmanipulation unabhängig von der technischen Ausführung allein aufgrund der Bildaussage als solche erkennbar, während bei einer Fotomontage die Bearbeitung möglichst unerkennbar sein soll.

## Anwendung in der Kunst
Ein Künstler, der die Fotocollage für Kunstwerke nutzt ist David Hockney. Er nutzte sie einerseits als reine Fotografie, aber auch als Vorlage für die Malerei.
Ab 1976 schuf Hockney mit der Mappe Twenty Photographic Pictures fotografische Arbeiten und hatte mit dieser Kunst Erfolg. Zunächst wurden Polaroiddrucke und anschließend 35-mm-Farbdrucke in kommerzieller Verarbeitung verwendet. Hockney verwendete Polaroid-Schnappschüsse oder Fotolabor-Abzüge eines einzelnen Motivs und arrangierte ein Patchwork im Sinne der Panografie, um ein zusammengesetztes Bild zu erhalten. Seine Pictures setzte er aus über 100 Polaroidbildern zu einer Fotocollage zusammen. Weil diese Fotos aus verschiedenen Perspektiven und zu etwas unterschiedlichen Zeiten aufgenommen wurden, erinnert das Ergebnis an kubistische Gemälde. Eines der Hauptziele von Hockney, war die Erörterung der Funktionsweise des menschlichen Sehens. Einige dieser Werke stellen Landschaften dar, andere sind Porträts. Beispiele dieser Schaffensphase sind Landschaften, wie Pearblossom Highway, Sun on the Pool oder Place Fürstenberg, Paris, 7., 8., 9. August 1985 oder Porträts wie David Graves Pembroke Studios London Tuesday 27th April 1982, Schwestern Imogen und Hermiane Cornwall-Jones, Mother I, My Mother, Bolton Abbey oder Kasmin.
Später nutzte Hockey Fotocollagen von Bildern, aufgenommen mit Kamera und 35-mm-Objektiv, als Vorlage, um großformatige Gemälde anzufertigen. Beispiel:
- A Bigger Grand Canyon (1998), Öl auf 12 x 5 = 60 Leinwänden, Format 7.442 x 2.070 cm (National Gallery of Australia, Canberra),[1]

## Geschichte

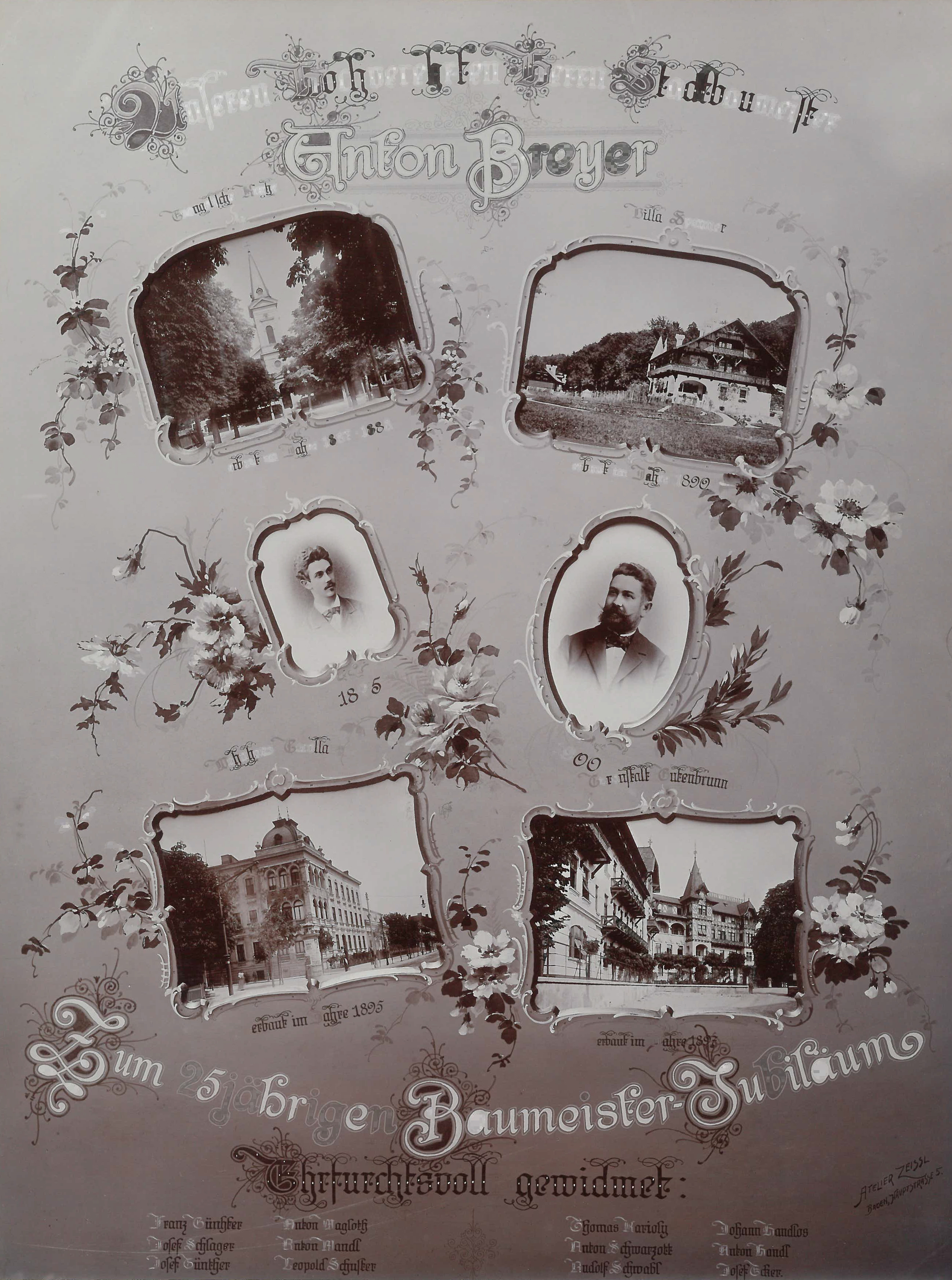
Stadtbaumeister Anton Breyer – Fotocollage aus dem Jahre 1900

Fotocollagen dürften wahrscheinlich so alt sein wie die Fotografie selbst. Die Fotocollage stellte einen Bezugsrahmen her. Sie wird heute, außer bei künstlerischen Anwendungen weitgehend durch Methoden der digitalen Bildbearbeitung abgelöst sein.